# Gregori d'Osma
Gregori (en llatí Gregorius) va ser bisbe d'Osma pels volts del 610.
Hauria estat el successor de Joan. Va assistir al concili del 610, durant el regnat de Gundemar, organitzat per resoldre les diferències entre els bisbes de Toledo i de Cartegena. D'acord amb l'ordre de prelació en les signatures de les actes conciliars, es considera que havia estat consagrat pocs anys abans de la seva celebració. El concili va servir com a sínode provincial de Toledo, fet que demostra que la diòcesi d'Osma n'era sufragània. El bisbe va signar a favor del reconeixement de Toledo com a metròpoli de tota la Cartaginense. Es va diferenciar d'altres prelats de la província, ja que segons les cartes de Montà hi havia molts bisbes de Carpetània i Celtibèria, regió a la que corresponia Osma, que s'havien unit. Sembla que després d'aquesta reunió, Gregori va tornar a Osma, perquè no va signar el decret en honor a la seu de Toledo. Es creu que pogué viure uns anys més.